# Maribo-Rødbyhavn Jernbane
Maribo-Rødbyhavn Jernbane var en dansk privatbane mellem Maribo og Rødby, senere forlænget til Rødbyhavn.

## Historie
Banen havde hjemmel i lov af 25. marts 1872 om anlæg af en lolland-falstersk jernbane, og 29. marts 1873 fik Lolland-Falsterske Jernbaneselskab koncession på en jernbane Nykøbing F-Nakskov med en sidebane Maribo-Rødby. Anlægget voldte ikke større problemer på det flade Lolland, og begge strækninger blev indviet 1. juli 1874.
En lov af 1. april 1911 bemyndigede regeringen til at udvide selskabets koncession til også at omfatte en jernbane mellem Rødby og Rødbyhavn. Koncessionen blev udstedt 19. juli 1911, og strækningen blev indviet 24. juli 1912.

## Strækningsdata
- Åbnet:
  - Maribo-Rødby (14,4 km) 1. juli 1874
  - Rødby-Rødbyhavn (5,2 km) 27. juli 1912
- Samlet længde: 19,6 km
- Sporvidde: 1.435 mm
- Skinner: 24,39 kg/m
- Nedlagt: 28. maj 1963 – godstrafik til 1. november 1989

## Standsningssteder
- Maribo station i km 0,0 – forbindelse med Nykøbing F-Nakskov, Maribo-Bandholm Jernbane og Maribo-Torrig Jernbane.
- Søholtvejen trinbræt i km 4,4 fra 1928.
- Bursø station i km 6,0. Nedrykket til trinbræt i 1962.
- Holeby station i km 8,9. Lå 1½ km øst for landsbyen Holeby (nu Gammel Holeby).
- Højbygårdvej – eller bare Højbygård – trinbræt i km 10,6. Fra 1881 stykgodsekspedition, men aldrig billetsalg.
- Rødby station i km 14,4 – forbindelse med Nakskov-Rødby Jernbane.
- Vennersminde trinbræt i km 17,6 fra 1929 ved et vogterhus.
- Rødbyhavn station i km 19,6. Fra stationen gik en 800 m lang havnebane ud på Østre Kaj med diverse sidespor. Inden anlægget af Rødby Færgehavn blev der i efteråret 1960 lagt et forbindelsesspor mellem stationen og byggepladsen, så spor-og ballastmaterialer kunne transporteres i jernbanevogne.[1]

### Bevarede stationsbygninger
Alle stationsbygningerne er bevaret.
- Bursø: Gl. Stationsvej 6
- Holeby: Jernbanevej 1
- Rødby: Stationsvej 8-16
- Rødbyhavn: Havnegade 28

## Driften
I 1874 startede en af Danmarks første sukkerfabrikker i Holeby. Højbygaard Sukkerfabrik fik sidespor på banen med egen remise. Sukkerroerne skulle køres til fabrikken, og den producerede råsukker, som skulle køres til raffinaderi i København for at blive oparbejdet til hvidt sukker.
Købmand C.A. Qvade fra Maribo, som skabte Lolland-Falsters største virksomhed ved at handle med især korn, smør og kul, lagde en filial og et magasin i Holeby i 1874. Og i 1882 fik banen endnu en stor kunde i H.C. Christoffersens maskinfabrik, som i 1916 blev B&Ws dieselmotorfabrik.
Persontogene havde en tæt toggang med tilslutning til de fleste tog på hovedlinjen Nykøbing F-Nakskov. Fra omkring 1950 faldt antallet af rejsende for alvor, så fra 15. oktober 1952 indstillede man forsøgsvis toggangen syd for Holeby og indsatte rutebiler i stedet. Det havde mange ulemper, så fra 16. maj 1953 kørte der igen tog på hele strækningen, men færre og suppleret med enkelte busture. Persontrafikken blev indstillet 28. maj 1963, 2 uger efter åbningen af Fugleflugtslinjen med den nye jernbane mellem Nykøbing F og Rødby Færge.
Qvade stoppede med banetransport omkring midten af 1960'erne. Motorfabrikken blev i 1980 solgt til tyske MAN AG og brugte herefter ikke banetransport i større omfang. Sukkerfabrikken lukkede i 1960 og blev ombygget til papirfabrik, som var en stor godskunde helt frem til nedlæggelsen af banen 1. november 1989.

## Strækninger hvor banetracéet er bevaret
"Jernbanestien Lolland" på 17½ km er en grussti på banens tracé mellem Rødbyvej sydvest for Maribo og diget ved Østre Kaj i Rødbyhavn.
- Banestien starter mod syd fra Rødbyvej
- Søholtvejen trinbræt med tydelig perronforhøjning
- Hans Christoffersens maskinfabrik i Holeby
- Rest af perronkant ved Højbygård trinbræt
- Under motorvej E47 nordøst for Rødby
- Banestien krydser Ringsebøllevej i Rødby
- Vennersminde trinbræt lå ved Strandholmsvej